# Lauren Nelson

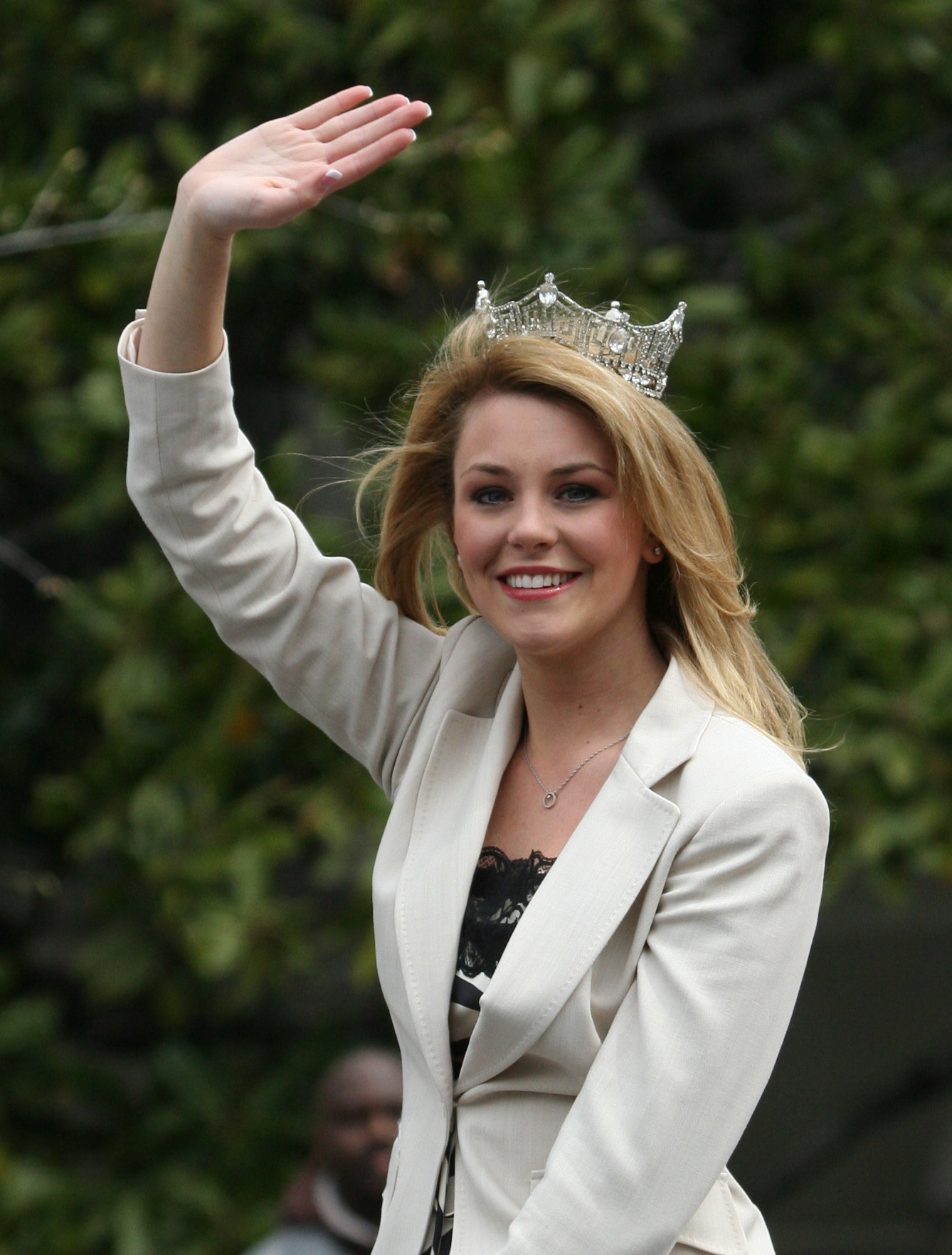
Lauren Nelson

Lauren Paige Nelson, född 26 november 1986 i Lawton i Oklahoma, är en amerikansk skönhetsdrottning som representerade Oklahoma i Miss America 2007 där hon vann. 